# ビジネスウィークリー
ビジネスウィークリーは、1986年4月13日から1988年4月3日までNHK教育テレビで放送されたテレビ番組である。

## 概要
国内・海外のビジネス・経済の最新情報を伝える70分の生放送番組であった。企業の最先端の動きや「日本経済の今」を新鮮なアングルからドキュメントリポートを中心に、経済ニュースの深い分析と近未来を展望するエコノミストの解説、話題の人へのインタビュー、技術大国を支えるハイテク情報、地域経済の新しい動きなどを幅広く伝えた。

## 出演者
- キャスター - 梶原四郎

## 放送時間
- 日曜日 17:30 - 18:40